# Шало-Сен-Мар
Шало-Сен-Мар (фр.: Chalo-Saint-Mars, сокр. Шало) — французская коммуна, расположенная в 53 километрах к юго-западу от Парижа в департаменте Эсон в регионе Иль-де-Франс.

## География
Самая низкая точка города находится на высоте 81 м над уровнем моря, самая высокая — на высоте 152 м. В городе находится один из участков природного заповедника геологических памятников Эсона.

## История
В конце XI века некий Эд ле Мэр (из Шало-Сен-Мар) совершил паломничество в Иерусалим. По его возвращении, в 1085 году, король Филипп I дал ему исключительную привилегию, освобождающую его и его потомков от всех сборов и податей. Поговаривают, что впоследствии, благодаря этой привилегии, юные леди Шало были очень востребованы в браке, и что пятьсот лет спустя королю Генриху IV пришлось лишить этой привилегии почти восемь тысяч потомков Эда ле Мэра.
В XII веке в Шало-Сен-Мар была построена церковь с внушительной колокольней с четырьмя колоколами. Во время революции 1789 г. колокола церкви были реквизированы на переплавку. Однако после того, как один из колоколов треснул, его доставили в Этамп, где мэр Шало убедительно доказывал чиновникам, что город не может обойтись без колоколов. Гражданин Кутюрье, прево Этампа, разрешил ему вернуть колокол в Шало. В итоге мэр сознательно ошибся и забрал уцелевший колокол с колокольни Святого Базиля из Этампа.
Благодаря близости к Этампу, королевскому городу, в Шало-Сен-Мар есть множество старинных усадеб высокого архитектурного качества, а также величественные дома конца XVI века.
В 1906 году Шало-Сен-Мар прославился тем, что там проводилось известное криминальное и журналистское расследование загадочного исчезновения священника из Шатене (после исчезновения, его велосипед был обнаружен в Шало).
Во время Второй Мировой Войны город был оккупирован немецкой армией с 14 июня 1940 года и был освобожден 21 августа 1944 года.
22 августа 1997 года город посетил Папа Римский Иоанн Павел II, он приехал посетить могилу своего друга профессора Жерома Лежена (1926—1994), который там похоронен

## Местная культура и наследие

### Экологическое наследие
Берега Шалуэта и Луэ и окружающие леса были определены Генеральным советом Эсона как уязвимые природные зоны.

### Архитектурное наследие
- Церковь Сен-Медар была внесена в список исторических памятников Франции 6 марта 1926 года.
- Замок Тронше XVII и XVIII веков был внесен в список исторических памятников Франции 27 августа 1975 года.
- Часовня Шато дю Гран Сен-Марс XIX века века была внесена в список исторических памятников Франции 20 ноября 1990 года.

## Персоналии, связанные с городом
- Эд ле Мэр (1056—1120), известный финансовый служащий XI века, родился в Шало-Сен-Мар и прославил его после паломничества в Иерусалим.
- Жером Лежен (1926—1994), педиатр и генетик, похоронен в Шало-Сен-Мар.
- Арно Бельтрам (подполковник, обменявший себя на заложников и погибший от рук террориста в Требе 28 марта 2018 г.) несколько лет своего детства прожил в Шало-Сен-Мар[10]